# Proteles
Proteles — рід гієн, до складу яких входить сучасний Proteles cristata та його близький викопний родич Proteles amplidentus.
Хоча найдавніші скам'янілості, які, безперечно належать до Proteles, датуються пліоценом, припускається, що матеріал з міоцену, датований приблизно 10 мільйонами років тому, теж належить до цього роду, що значно збільшило б його часовий діапазон.
Було припущено, що підродина Protelinae насправді є відгалуженням гієн з групи Lycyaena, які пристосувалися до комахоїдної дієти через посилення конкуренції з боку псів і котів.